# 司马弥陀
司马弥陀（？—454年），河内郡温县（今河南省温县）人，曹魏中郎司马进的后裔，北魏始平声公司马休之之孙，谯王司马文思之子。

## 生平
司马文思去世后，司马弥陀袭爵郁林公。兴光初年，司马弥陀被选中迎娶临泾公主，司马弥陀的岳父窦瑾教司马弥陀以托词之言，其中有诽谤和咒诅的内容，司马弥陀与窦瑾因此被定以用祝告鬼神使加祸于别人的罪名处死。